# 村井保雄
村井 保雄（むらい やすお、1934年12月22日 - 2022年12月8日）は、大阪府大阪市（出生は奈良県）出身の日本の元高等学校・大学野球選手、および高等学校・大学野球の指導者（監督）である。

## 略歴
興國商業高等学校（現・興國高等学校、1961年に校名変更）、近畿大学をそれぞれ卒業。両校では野球部に所属し、主に捕手を務めていた。
近畿大学卒業後に一度は一般企業に就職したが、就職して間もなく興國商業の当時の野球部監督の誘いで呼び戻され、その後任として同校の野球部監督に就任した。以後40年間の長期にわたって興國商業→興國の野球部監督を歴任した。
興國監督時代には選抜高等学校野球大会（春の甲子園）と全国高等学校野球大会（夏の甲子園）にそれぞれ2度の出場を果たし、1968年の第50回全国高等学校野球選手権大会では優勝監督となった。
興國野球部監督を退任後、2003年より次男が在籍していた京都大学の野球部監督に就任していたが、2007年で退任した。
2010年からは、社会人野球チームの八尾ベースボールクラブの監督を務めた。
春・夏の高校野球中継の解説者としても活躍し、それゆえに村井の名は高校野球ファンからも知られている。
2022年12月8日、低アルブミン血症のため、大阪市天王寺区の大阪警察病院で死去。87歳没。

## エピソード
- 村井はサンケイスポーツからの取材（#参考文献に掲載）で「私は50に縁がある」と語っている。これは興國が2度出場した夏の甲子園が、2度とも数字の「50」に関係していたからである。その「50」の内容とは、1つ目は1968年の夏の甲子園に初出場し、しかも初優勝を飾った大会が「第50回」の記念大会にちなんだもの、2つ目は、興國が7年ぶり2度目の出場を果たした第57回全国高等学校野球選手権大会が開催した年の和暦が「昭和50年」（=1975年）にちなんだものある。このため村井は「（50に縁があるから）今度は（村井自身が）50歳の時に（また夏の甲子園に）出場できるかも知れない」と思い、1984年の全国高等学校野球選手権大阪大会（=夏の甲子園大阪府代表予選）に臨んだものの、興國はその1回戦で敗退し、村井の「50歳での甲子園出場」との目標は叶わなかった（同年の夏の大阪府代表は当時の大阪府の高校野球における「私学7強」の1校であったPL学園であった）。
- 甲子園出場を決めた日の日記には「よく頑張った。考えてみると、野球生活は人生そのものだ」と書いていたことが知られている[4]。

## 主な教え子
- 益川満育 (元ヤクルトスワローズ)
- 岡本一光 (元阪急ブレーブス)
- 八木茂 (元阪急ブレーブス他)
- 湯舟敏郎（元阪神タイガース投手）